# فرويا
فرويا، بالنرويجية Frøya، هي بلدية في مقاطعة سور تروندلاغ وتنتمي لإقليم فوسان. تتكون البلدية من جزيرة فرويا الواقعة شمال هيترا، وبضعة آلاف من الجزر الصغيرة المحيطة بفرويا. المقر الإداري للبلدية هو قرية سيستراندا، كما تضم قرى أخرى مثل: هامارفيكا، تيتران، سولا وموسوند. تتصل جزيرة فرويا بهيترا (وكذلك بالنرويج القارية) بواسطة نفق فرويا الذي يمر تحت خلل فرويفيوردن.

## معلومات عامة
تأسست بلدية فرويا في 1 يناير/كانون الثاني 1877 بعد أن فُصلت عن هيترا. في 1 يناير/كانون الثاني 1906 تم تقسيمها إلى بلديتين: نورد-فرويا وسور-فرويا. في 1 يناير/كانون الثاني اُعيد ضم البلديتين في بلدية واحدة سميت فرويا.

### التسمية
مصدر اسم الجزيرة هو الأساطير الإسكندفاية، وهو على الأرجح مأخوذ من اسم فريا، ألهة نوردية أو اسم أخيها، الإله فرير. في اللغة النوردية القديمة كان اسم فرويا هو Frøy  أو Frey، إضافةً إلى -a  التي تعد أداة للتعريف، وبالتالي فإن كلمة فوريا Frøya هي:  الفروي (فروي معرف بأداة تعريف) وتحمل معنى «القائد». إلى غاية 1906 كان الاسم يهجئ على النحو الآتي Frøien   (النهاية -en هي أداة تعريف في الدنماركية-النرويجية).

### شعار النبالة
شعار النبالة اُعتمد حديثا في 13 مارس/آذار 1987 وهو يصور سنارة مصنوعة من العظم من العصر الحجري مع خلفية زرقاء، وهذا يرمز إلى أهمية صيد الأسماك لسكان فرويا.

### الكنائس
كنيسة النرويج تمتلك أبرشية واحدة في بلدية فرويا، وهي تابعة لعمادة أوركدال وأسقفية نيداروس.
| الأبشرية | اسم الكنيسة   | تاريخ البناء | موقع الكنيسة       |
| -------- | ------------- | ------------ | ------------------ |
| فرويا    | سليتا كيركا   | 1990         | نورد-فرويا (بارغا) |
| فرويا    | هالارين كيركا | 1881         | ستورهالارين        |
| فرويا    | فروان كابل    | 1904         | فروان (سوويا)      |
| فرويا    | ماوي كابل     | 1939         | موسوند (ماويا)     |
| فرويا    | سولا كابل     | 1925         | سولا               |
| فرويا    | تيتران كابل   | 1873         | تيتران             |

## الجغرافيا
يوجد في بلدية فرويا العديد من تجمعات صيادي الأسماك في مختلف جزرها مثل: هوسوندفار، بوغويفار وسولا، وتعد موسوند أكبر تجمع بتعداد سكاني يفوق الـ270 نسمة. جزر أخرى صغيرة مثل فروآن وهالتين تقع شمالي جزيرة فرويا. العديد من هذه الجزر تضم منارات بحرية مثل منارات: هالتين، فينفار، فينغليا، سولا وسلاترينغن.
جزيرة فرويا خالية تقريبا من الغابات ، وهي مغطاة أساسا بمساحات من الكالونا والهور. أكبر قريتين في الجزيرة هما سيستراندا شرقا وتيتران غربا. فرويا هي عضو في الجمعية الدولية لألعاب الجزر. أعلى قمة في البلدية هي برامناستوا (74 مترا عن سطح البحر) وهي واقعة في الشمال الغربي للجزيرة.

### المناخ
يسود في فرويا المناخ المحيطي، مع متوسط درجة حرارة سنوي يقدر بـ11 درجة  مئوية. يبلغ معطل هطول الأمطار 1,200 ملم سنويا. تعد الفترة الممتدة من سبتمبر/أيلول إلى يناير/كانون الثاني الأغزر من حيث التساقط، أما الفترة بين مايو/آيار ويونيو/حزيران تعد الأكثر جفافا بمعدل تساقط 60 ملم شهريا.

## أعلام وشخصيات
جون أ.هيدتسو (1872-1952)، مؤلف وعالم أمريكي من أصل نرويجي، وقد ولد وعاش 12 عاما الأولى من حياته في فرويا.

## روابط خارجية
- الدليل السياحي لسور تروندلاغ على Wikivoyage.
- إحصاءات حول بلدية فرويا في موقع الإحصاءات النرويجي.